# Brimstone Peak, Östantarktis
Brimstone Peak är en bergstopp i Antarktis. Den ligger i Östantarktis. Australien gör anspråk på området. Toppen på Brimstone Peak är 2 340 meter över havet.
Terrängen runt Brimstone Peak är kuperad åt nordväst, men åt sydost är den platt. Brimstone Peak är den högsta punkten i trakten. Trakten är obefolkad. Det finns inga samhällen i närheten.